# Бахарев, Михаил Алексеевич
Михаил Алексеевич Бахарев (род. 28 января 1947, Симферополь) — советский, украинский и российский журналист, редактор, политический и общественный деятель. Заместитель Председателя Верховного Совета Крыма в 2006—2010 годах. Заслуженный журналист Российской Федерации (2018).

## Образование
- 1969 — исторический факультет Симферопольского педагогического института имени М. В. Фрунзе.
- 1982 — Высшая партийная школа при ЦК Компартии Украины.

## Биография
- 1965—1967 — радиомонтажник Рязанского завода «Красное знамя».
- 1967—1969 и 1973—1976 — регулировщик первого цеха Симферопольского завода телевизоров.
- 1971—1973 — служба в Советской Армии.
- 1976—1977 — тренер по пулевой стрельбе СДЮСШ олимпийского резерва, г. Симферополь, Крымская область.
- 1977—1978 — корреспондент, старший корреспондент; 1978—1980 — заместитель редактора Симферопольской районной газеты «Ленинец».
- 1982—1984 — заведующий отделом газеты «Крымская правда».
- 1984—1986 — заведующий сектором прессы, радио и телевидения Крымского обкома Компартии Украины.
- 1986—1995 — заместитель редактора, апрель 1995 — май 2006 — главный редактор газеты «Крымская правда».
- май 1994 — март 1995; июль 1995 — октябрь 1996 и февраль 1997 — апрель 1998 — председатель постоянной комиссии Верховного Совета Автономной Республики Крым по средствам массовой информации и связям с общественностью.
- май 2006 — ноябрь 2010 — заместитель председателя Верховного Совета Автономной Республики Крым.
- с ноября 2010 — главный редактор газеты «Крымская правда».
- с октября 2011 — председатель Комитета по премиям Автономной Республики Крым.

## Общественная деятельность
- Депутат Верховного Совета Автономной Республики Крым 2-го (1994—1998) и 5-го (2006—2010) созывов.
- Член КПСС в 1974—1991 годах.
- с декабря 2002 года — председатель Крымского отделения Всеукраинского объединения «Наследники Богдана Хмельницкого».

## Взгляды
В 1998 году заявил, что «украинский язык это язык черни», за это прокуратура вынесла предупреждения о недопустимости таких высказываний. В 2001 году Бахарев в статье «Мы вернемся к тебе, Родина!» заявил, что украинцев не существует, украинцы являются частью русского народа и говорят на диалекте русского языка. В связи с этим на него был подан иск в суд Центрального района Симферополя Крымской организацией УНР с требованием напечатать в газете опровержение данной информации.
По мнению Бахарева, в Крыму нет оппозиционного движения, а есть лишь враги. Блогеров и общественников Михаил Алексеевич называет матерным словом «п...с».

## Семья
Жена — Валентина Васильевна, сын — Бахарев Константин Михайлович, его преемник на посту на посту главного редактора «Крымской правды».

## Награды
- Заслуженный журналист Автономной Республики Крым (Автономная Республика Крым, 2007)
- Орден Дружбы (28 октября 2009 года) — за большой вклад в развитие культурных связей с Российской Федерацией, сохранение и популяризацию русского языка и русской культуры[4][5]
- Знак отличия Автономной Республики Крым «За верность долгу» (18 октября 2010) — за значительный личный вклад в социально-экономическое развитие Автономной Республики Крым, многолетний добросовестный труд, высокий профессионализм и плодотворную общественно-политическую деятельность[6]
- Медаль «За освобождение Крыма и Севастополя» (17 марта 2014 года) — за личный вклад в возвращение Крыма в Россию[7]
- Медаль «За защиту Республики Крым» (Республика Крым, 13 марта 2015 года) — за мужество, патриотизм, активную общественно-политическую деятельность, личный вклад в укрепление единства, развитие и процветание Республики Крым и в связи с празднованием первой годовщины общекрымского референдума и воссоединения Крыма с Россией[8]
- Почётный знак «За заслуги в развитии печати и информации» (19 мая 2016 года, Межпарламентская ассамблея СНГ) — за значительный вклад в формирование и развитие общего информационного пространства государств — участников Содружества Независимых Государств, реализацию идей сотрудничества в сфере печати и информации[9]
- Медаль Министерства обороны Российской Федерации «За возвращение Крыма» (февраль 2018)[10]
- Заслуженный журналист Российской Федерации (27 декабря 2018 года) — за заслуги в развитии отечественной журналистики и многолетнюю плодотворную работу[11]
- Государственная премия Республики Крым за 2020 год в номинации «Театральное искусство, кинематография, телевидение, журналистика» — за книгу „Мы вернулись к тебе, Родина! Заметки провинциального политика-2“[12]
- Медаль Республики Крым «За доблестный труд» (13 января 2022)[13]